# Guêpier de Böhm
Merops boehmi
Espèce
Statut de conservation UICN

 LC  : Préoccupation mineure
Le Guêpier de Böhm (Merops boehmi Reichenow, 1882) est une espèce d'oiseaux appartenant à la famille des Meropidae.
Le nom de cet oiseau commémore le zoologiste et explorateur allemand Richard Böhm (1854-1884).
Cet oiseau fréquente les forêts humides d'Afrique du sud-est : Zambie, Malawi et Tanzanie.